# Yahya ibn Mahmud al-Wasiti

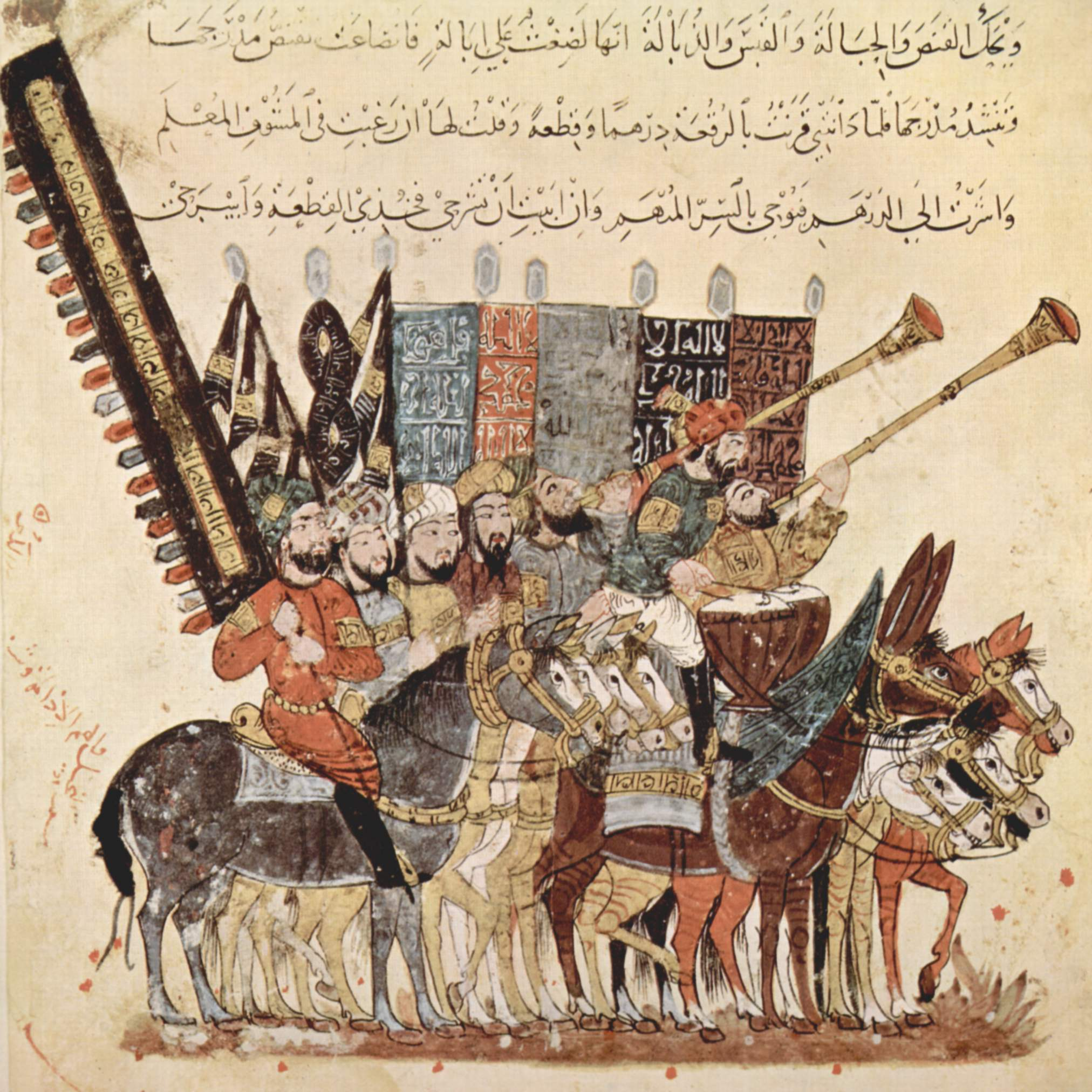
Il·lustració del Maqama d'Al-Hariri.

Yahya ibn Mahmud al-Wassití (àrab: يحيى بن محمود الواسطي, Yaḥyà ibn Maḥmūd al-Wāsiṭī) va ser un pintor i cal·lígraf del segle xiii nascut a Wasit, a l'actual Iraq. Se'l considera el representant més destacat de l'escola de Bagdad. El seu estil, alhora realista i estilitzat, mostra influències de l'art turc i de la pintura dels cristians nadius. És conegut per les seves il·lustracions de la Maqama d'al-Harirí.